# Rudka (rejon maniewicki)
Rudka (ukr. Рудка) – wieś na Ukrainie, w obwodzie wołyńskim, w rejonie maniewickim. Liczy 261 mieszkańców.